# Pollaplonyx bicallosifrons
Pollaplonyx bicallosifrons är en skalbaggsart som beskrevs av Frey 1972. Pollaplonyx bicallosifrons ingår i släktet Pollaplonyx och familjen Melolonthidae. Inga underarter finns listade i Catalogue of Life.